# Ramganj Belgachhi
Ramganj Belgachhi (en népalais : रामगञ्ज बलगछिया) est un comité de développement villageois du Népal situé dans le district de Sunsari. Au recensement de 2011, il comptait 8 363 habitants.